# Ocultamiento de Valinor
En el universo ficticio de J. R. R. Tolkien y en su novela póstuma El Silmarillion, se llamó Ocultamiento de Valinor a las medidas de protección que los valar impusieron a los territorios de las Tierras Imperecederas, luego de la partida de los Noldor de sus tierras en Eldamar.
Tras la huida de Morgoth y la partida de Fëanor de Aman, los valar se reunieron en el Anillo del Juicio y decidieron trabajar para tratar de arreglar todos los males que el vala había causado. Fue así que Manwë instó a Yavanna y a Nienna que usaran sus poderes para tratar de revivir a los Dos Árboles de Valinor; no obstante, éstos sólo dieron dos flores, Telperion una de plata y Laurelin una de oro. Con estas hicieron Anar e Ithil, el Sol y la Luna, a las que Varda consagró y las puso a surcar los cielos, comenzando las Edades del Sol.
Morgoth odió la luz que emanaba Anar, sentía que lo debilitaba y cuando esta estaba en lo alto trataba de esconderse en lo más profundo de Angband. Un día atacó a Tilion y envió todo tipo de demonios que lucharon fuertemente con Arien, pero fueron vencidos en Illmen; por ello debió ocultarse para siempre en lo profundo del Thangorodrim.
Pero los Valar no se quedaron tranquilos con esta derrota, no sabían aún de lo que era capaz el Vala y no querían repetir la experiencia de Almaren. Además y como pesaba la Prohibición de Mandos, se intentaba impedir la vuelta de los Noldor. Por todo ello decidieron fortificar y ocultar Valinor y los elfos conocieron este hecho como Nurtalë Valinóreva o el Ocultamiento de Valinor. 
Para ello levantaron aún más las Pelóri, sobre todo en el Norte, en el Sur y en el Este. Hicieron que sus laderas exteriores fuesen lisas y sin la posibilidad de asirse de ninguna saliente para escalarlas. Se las sometió a una constante vigilancia. Sólo se dejó el Calacirya para permitirle a los elfos, que todavía vivían en Aman pudiesen ver el mundo exterior. Pero en las Llanuras de Valmar un poderoso ejército ejercía una guardia permanente por si eran atacados desde el mundo exterior.
Tol Eressëa fue rodeada por Islas Encantadas y las aguas que quedaron atrapadas entre estas y el continente se las conocieron como los Mares Sombríos. Ningún marinero podía atravesarlas porque había poco espacio entre ellas y las olas rompían con mucha fuerza sobre sus rocosas costas.

«Así fue que, como predijo Mandos en Araman, el Reino Bendecido quedó cerrado para los Noldor; y de los muchos mensajeros que en días posteriores navegaron hacia el oeste, ninguno llegó nunca a Valinor; excepto uno, el más poderoso marinero de los cantos».
Quenta Silmarillion, capítulo 11.